# Classe Speedy
Pour les articles homonymes, voir Speedy.
La classe Speedy est une classe de deux bricks de 14 canons lancés en 1782 pour la Royal Navy, les HMS Speedy et Flirt. Ils participent tous les deux aux guerres de la Révolution française avant d'être capturés par la marine française, respectivement en 1801 lors d'une bataille, et en 1803 après avoir été reconverti en baleinier 8 ans auparavant.

## Conception
Les deux bricks-sloops sont dessinés par Thomas King et construits à Douvres : conçus comme des navires d'escorte petits et rapides, avec des coques profilées comme celles d'un cotre plutôt que celles d'un sloop, qui tiennent mieux à la mer mais sont plus lentes. King s'était spécialisé dans ce type de navires et le résultat est l'aboutissement de son expérience ; la classe Speedy est ainsi nommée pour symboliser cette nouvelle approche, « Speedy » signifiant « rapide » en anglais. Les deux navires de la classe déplacent 207 21⁄94 tonnes bm, mesurent 78,3 pieds (23,9 m) de long, 25,9 pieds (7,9 m) de large et possèdent un tirant d'eau de 9 pieds (2,7 m). Ils sont armés de quatorze canons de quatre livres et de douze pierriers d'une demi-livre, portent un équipage de 70 ou 90 hommes et leur coque est doublée de cuivre. Commandés le 23 mars 1781, la construction commence au chantier de King's yard en juin de la même année pour le Speedy et en août pour le Flirt. Ce dernier est lancé le 4 mars 1782, le premier le 29 juin de la même année.

## Navires de la classe
| Nom    | Chantier    | Quille    | Lancement    | Armement        | Destin                                                                                          |
| ------ | ----------- | --------- | ------------ | --------------- | ----------------------------------------------------------------------------------------------- |
| Speedy | King's Yard | juin 1781 | 29 juin 1782 | 25 octobre 1782 | Capturé en 1801 par la marine française, donné en 1802 à la marine pontificale, démoli en 1806. |
| Flirt  | King's Yard | août 1781 | 4 mars 1782  | mars 1782       | Revendu en 1795 et transformé en baleinier, capturé en 1803 par les Français.                   |